# Comuna Cătunele, Gorj
Cătunele este o comună în județul Gorj, Oltenia, România, formată din satele Cătunele (reședința), Dealu Viilor, Lupoaia, Steic, Valea Mânăstirii și Valea Perilor.

## Demografie
Componența etnică a comunei Cătunele
     Români (92,95%)
     Alte etnii (0%)
     Necunoscută (7,05%)
Componența confesională a comunei Cătunele
     Ortodocși (91,51%)
     Alte religii (1,21%)
     Necunoscută (7,28%)
Conform recensământului efectuat în 2021, populația comunei Cătunele se ridică la 2.569 de locuitori, în creștere față de recensământul anterior din 2011, când fuseseră înregistrați 2.551 de locuitori. Majoritatea locuitorilor sunt români (92,95%), iar pentru 7,05% nu se cunoaște apartenența etnică. Din punct de vedere confesional, majoritatea locuitorilor sunt ortodocși (91,51%), iar pentru 7,28% nu se cunoaște apartenența confesională.

## Istorie
La sfârșitul secolului al XIX-lea, comuna făcea parte din plasa Motrul de Sus a județului Mehedinți și era alcătuită din satele Cătunele, Stăicul de Sus, Valea-Periilor și Valea-Caselor, cu o populație de 900 de locuitori. În comună funcționa două biserici și o școală mixtă frecventată de 20 de elevi. La acea vreme, pe teritoriul actual al comunei, în aceiași plasă funcționa și comuna Lupoaia, care era alcătuită doar din satul de reședință cu același nume, care avea o populație de 1200 de locuitori. În comună funcționa două biserici și o școală mixtă frecventată de 22 de elevi (dintre care 4 fete).
Anuarul Socec din 1925 consemnează comuna Cătunele în plasa Coșuștea din același județ, iar comuna Lupoaia este consemnată în plasa Motrul de Sus din același județ. Comuna Cătunele avea o populație de 850 de locuitori (în satele Cătunul de Sus, Steicu, Capu-Dealului și Valea-Periilor), iar comuna Lupoaia avea o populație de 1043 de locuitori (în satul Lupoaia, și cătunele Râpa și Valea-Mănăstirii)..
În anul 1931, comuna Cătunele este desființată, iar satele Cătunele și Valea Mânăstirii au fost înglobate în comuna Lupoaia, în timp ce satele Steic, Capu Dealului și Valea-Periilor sunt desființate temporar.
În anul 1950, comuna a fost arondate raionului Strehaia a regiunii Gorj, raion care doi ani mai târziu a fost arondat regiunii Craiova, și apoi (după 1960), regiunii Oltenia. Între timp, se reînființează comuna Cătunele care înglobează satele comunelor Cătunele și Lupoaia, iar pe teritoriul comunei Cătunele se reînființează satele Capu-Dealului, Steic și Valea-Periilor. În aceiași perioadă se desființează satul Râpa.
În anul 1968, comuna a trecut la județul Gorj, în structura actuală, iar satul Capu-Dealului a primit numele de Dealul Viilor.

## Politică și administrație
Comuna Cătunele este administrată de un primar și un consiliu local compus din 11 consilieri. Primarul, Florinel Țuilă[*], de la Partidul Social Democrat, este în funcție din 2000. Începând cu alegerile locale din 2024, consiliul local are următoarea componență pe partide politice:
|  | Partid                          | Consilieri | Componența Consiliului | Componența Consiliului | Componența Consiliului | Componența Consiliului | Componența Consiliului | Componența Consiliului | Componența Consiliului |
|  | ------------------------------- | ---------- | ---------------------- | ---------------------- | ---------------------- | ---------------------- | ---------------------- | ---------------------- | ---------------------- |
|  | Partidul Social Democrat        | 7          |                        |                        |                        |                        |                        |                        |                        |
|  | Alianța Dreapta Unită           | 2          |                        |                        |                        |                        |                        |                        |                        |
|  | Alianța pentru Unirea Românilor | 1          |                        |                        |                        |                        |                        |                        |                        |
|  | Partidul Național Liberal       | 1          |                        |                        |                        |                        |                        |                        |                        |

## Vezi și
- Biserica de lemn din Valea Mănăstirii
- Biserica Sfântul Nicolae din Lupoaia
- Râul Motru (sit de importanță comunitară)